# Phylloscirpus deserticola
Phylloscirpus deserticola är en halvgräsart som först beskrevs av Rodolfo Amando Philippi, och fick sitt nu gällande namn av Dhooge och Paul Goetghebeur. Phylloscirpus deserticola ingår i släktet Phylloscirpus och familjen halvgräs. Inga underarter finns listade i Catalogue of Life.